# Triancyra flavifrons
Triancyra flavifrons là một loài tò vò trong họ Ichneumonidae.